# Garland (Maine)
Garland – miasto w Stanach Zjednoczonych, w stanie Maine, w hrabstwie Penobscot.